# Lobocarpus candolleanus
Lobocarpus candolleanus är en kirimojaväxtart som beskrevs av Robert Wight och George Arnott Walker Arnott. Lobocarpus candolleanus ingår i släktet Lobocarpus och familjen kirimojaväxter. Inga underarter finns listade i Catalogue of Life.